# Paul Rohmer
Paul Rohmer (* 1. November 1876 in Hüttenheim; † 2. März 1977 in Straßburg) war ein aus dem Elsass stammender Kinderarzt. Er gilt als Begründer der modernen Pädiatrie im Nordosten Frankreichs.

## Leben
Rohmer wurde als Sohn des Bauern Albert Rohmer (1846–1912) und dessen Frau Marie-Elizabeth Metz (1850–1935) im damals deutschen Hüttenheim (heute Huttenheim) im Elsass geboren. Er studierte in Straßburg und wurde 1901 Arzt.
1904 heiratete er Marie Louise Kieffer (1880–1962), mit der er die drei Kinder Laurent (* 1904), Anne-Marie (* 1906) und Marie-Thérèse (* 1908) hatte. Marie-Thérèse verstarb wenige Wochen nach ihrer Geburt an einer Infektion, was Paul Rohmer in seinem ärztlichen Engagement verstärkte.
1912–1912 war er Direktor des Albert von Oppenheimschen Kinderhospitals Köln, zum 1. Oktober 1913 kam er als Assistenzarzt an die Medizinische Klinik des Universitätsklinikum Marburg, wo er 1913 die Venia Legendi für das Fach Kinderheilkunde erhielt. Er beteiligte sich an der Planung für eine noch nicht vorhandene Kinderklinik und setzte er sich für eine moderne Pädiatrie ein, die sich eng an der Mutter und der Familie orientiert.
Während des Ersten Weltkriegs diente als preußischer Leutnant als Arzt in einem Lazarett in Metz, lehnte es jedoch 1914 ab, das Manifest der 93 zu unterschreiben, in dem sich die deutsche Kulturwelt mit der deutschen Kriegsführung solidarisieren sollte.
1918 wurde er Professor, nachdem sich die Erteilung des Lehrauftrags kriegsbedingt verzögert hatte, schied aber 1919 aus dem Lehrkörper der Universität Marburg aus, um Professor für Pädiatrie in der neuen französischen Universität von Straßburg. 1920 gründete er die „elsässisch und lothringische Vereinigung der Säuglingschwestern“. Die Resultate waren spektakulär und begründeten 1945 das Prinzip des „Nationalen Mutter- und Jugendschutzes“ (PMI) in ganz Frankreich.
1946 veröffentlichte Rohmer zusammen mit Robert Debré das bekannte Buch mit dem Titel „Traité de Pathologie infantile“ (2.500 Seiten in zwei Bänden). Zudem war er der Kinderarzt der Kinder von Pierre Pflimlin, der belgischen Regenten sowie als Arzt von Konrad Adenauer tätig.
Bis 1947 war Rohmer Direktor der Klinik für Kinderheilkunde in Straßburg und war bis zum Alter von 100 Jahren für Kinder und Jugendliche tätig. In Straßburg ist heute eine Straße nach ihm benannt, die „Rue Paul Rohmer“.
N.B.: Paul Rohmer war ein entfernter Neffe des Generals der Koalitionskriege François-Joseph d’Offenstein (1760–1837)
Sein Neffe Albert Rohmer (1913–2006) war ebenfalls Pädiater, Widerstandskämpfer im Zweiten Weltkrieg, Häftling in Neuengamme und 1966 Lehrstuhlinhaber für Kinderheilkunde in Straßburg.

## Auszeichnungen
- Offizier der Ehrenlegion
- Kommandeur des französischen Ordre national du Mérite
- Offizier des Ordre des Palmes Académiques
- Kommandeur des belgischen Kronenordens
- Ritter des belgischen Leopoldsorden
- Mehrere andere europäische Auszeichnungen

## Werke
- Paul Rohmer, Robert Debré: „Traité de Pathologie infantile“ (1946)
- Paul Rohmer: „Über Knochenbildung in verkalkten endocarditischen und endarteriitischen Herden“ (Band 166/1 vom Oktober 1901), Springer Berlin / Heidelberg, ISSN 0945-6317